# Tiji
Tiji (arabisch تيجي Tīdschī, DMG Tīǧī) ist eine Kleinstadt im Munizip Nalut im Nordwesten Libyens. Sie liegt etwa 240 km südwestlich von Tripolis in den Nafusa-Bergen. Durch die Stadt führt die wichtigste Verbindungsstraße von Tripoli zur tunesischen Grenze. Sie liegt am nördlichen Rand eines Ölfelds. Im Jahr 2010 hatte die Stadt rund 13.000 Einwohner.

Tripolitanische Front im libyschen Bürgerkrieg

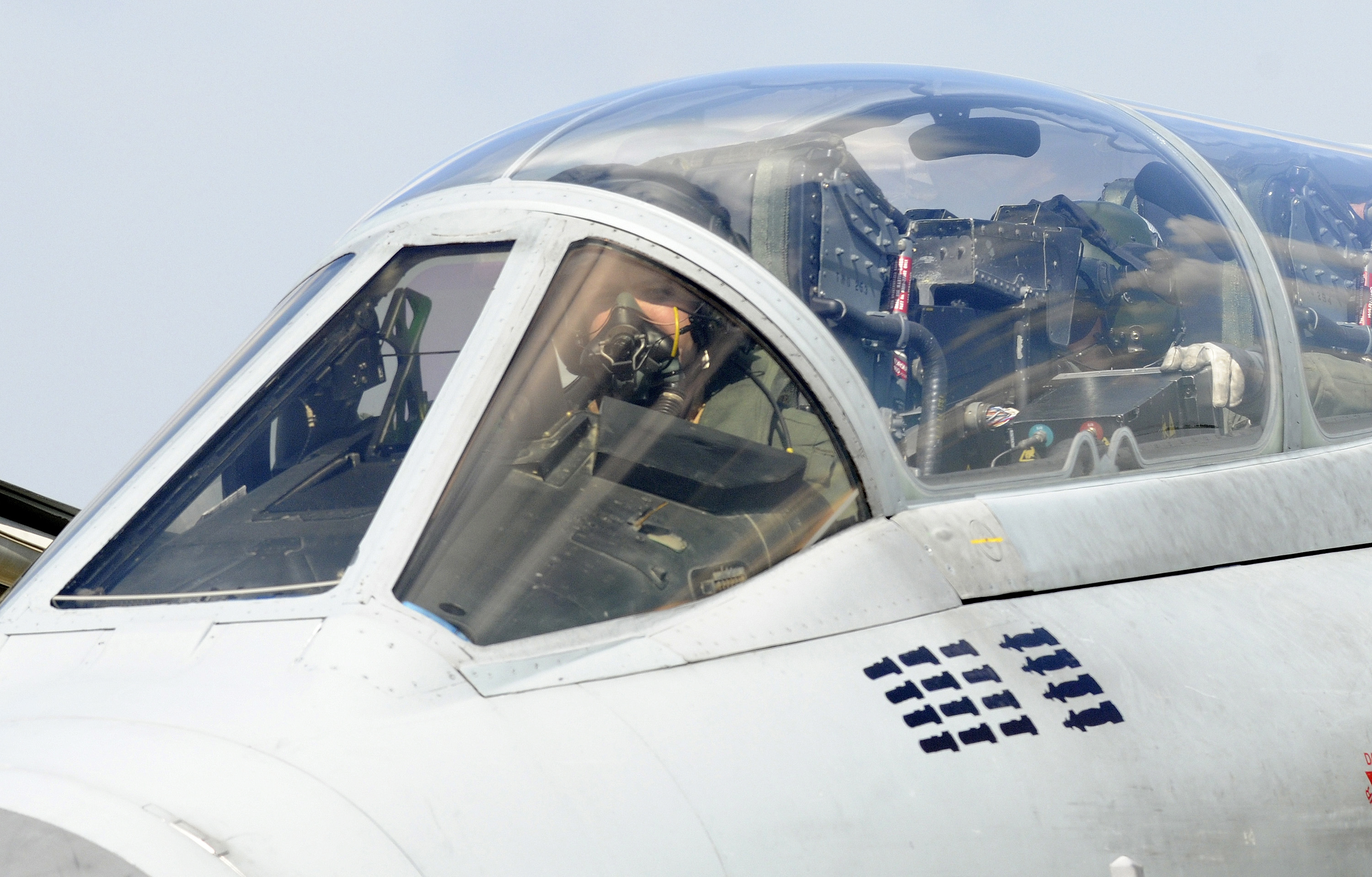
Tornado-Pilot der RAF bereitet sich für einen Angriff auf Tiji vor, 25. Mai 2011

Tiji war Standort einer Kaserne der Streitkräfte Libyens. Am 25. Mai 2011 wurde es deshalb im Zuge der internationalen Intervention im libyschen Bürgerkrieg bombardiert, zwei Flugzeuge der RAF warfen insgesamt neun Bomben auf die Kaserne ab. In einer mehrtägigen Offensive Ende Juli 2011, die teilweise während eines heftigen Sandsturms erfolgte, versuchten Gegner Gaddafis, die Stadt einzunehmen. Gaddafi-treue Truppen, die zuvor aus den umliegenden Städten vertrieben wurden, verschanzten sich in Tiji und leisteten mit Raketenbeschuss Widerstand. An der Offensive war die „Revolutionsbrigade von Tripoli“ beteiligt, in der auch exilierte Libyer mitkämpften. Sie hielten die Bewohner Tijis für Gaddafi-Loyalisten und drohten ihnen während der Kämpfe Rache an. Der Stadtrat Tijis stritt dies ab und gab an, die neue Flagge nicht schnell genug aufgezogen zu haben. Nach der Eroberung der Stadt und der umliegenden Dörfer zerstörten die Milizen 200 Häuser, das Krankenhaus und die Schulen und vertrieben mehr als 11.000 der 18.000 Bewohner wegen ihrer angeblichen Loyalität zu Gaddafi. Sie verschleppten auch 41 Männer und hielten sie ohne Rechtsgrundlage gefangen. Hintergrund der Auseinandersetzung ist ein Streit um Land: die mehrheitlich aus Berbern bestehenden Milizen warfen den in Tiji lebenden Arabern vor, auf Land zu leben, das ihnen von Gaddafi zugunsten der Araber weggenommen worden sei. Nach dem Ende des Bürgerkriegs setzten sich die Streitigkeiten fort. Im Mai 2013 wurden erneut mindestens 1800 Menschen vertrieben, von denen 900 bei Gastfamilien Zuflucht fanden.
Im Sommer 2013 plante Libyen die Eröffnung eines zusätzlichen Grenzübergangs nach Tunesien zwischen Tiji und der tunesischen Stadt Maschhad Salih. Damit kam es Forderungen entgegen, die Bewohner der Grenzregion seit 2012 erhoben. Der Chef des Stadtrats von Nalut äußerte zwar wegen der Präsenz von übriggebliebenen Gaddafi-Anhängern Bedenken, die meisten Anwohner erwarteten davon aber eine erhebliche wirtschaftliche Belebung sowie eine Erleichterung der Kontakte nach Tunesien.